# Santuario de la Virgen de las Viñas (Aranda de Duero)
El santuario de la Virgen de las Viñas es una ermita situada a las afueras de la ciudad burgalesa de Aranda de Duero (Castilla y León, España), en el paraje conocido como monte Costaján (antiguamente, Monte Sagrado o Monsagro). La Virgen de las Viñas es la patrona de Aranda de Duero.

## Historia

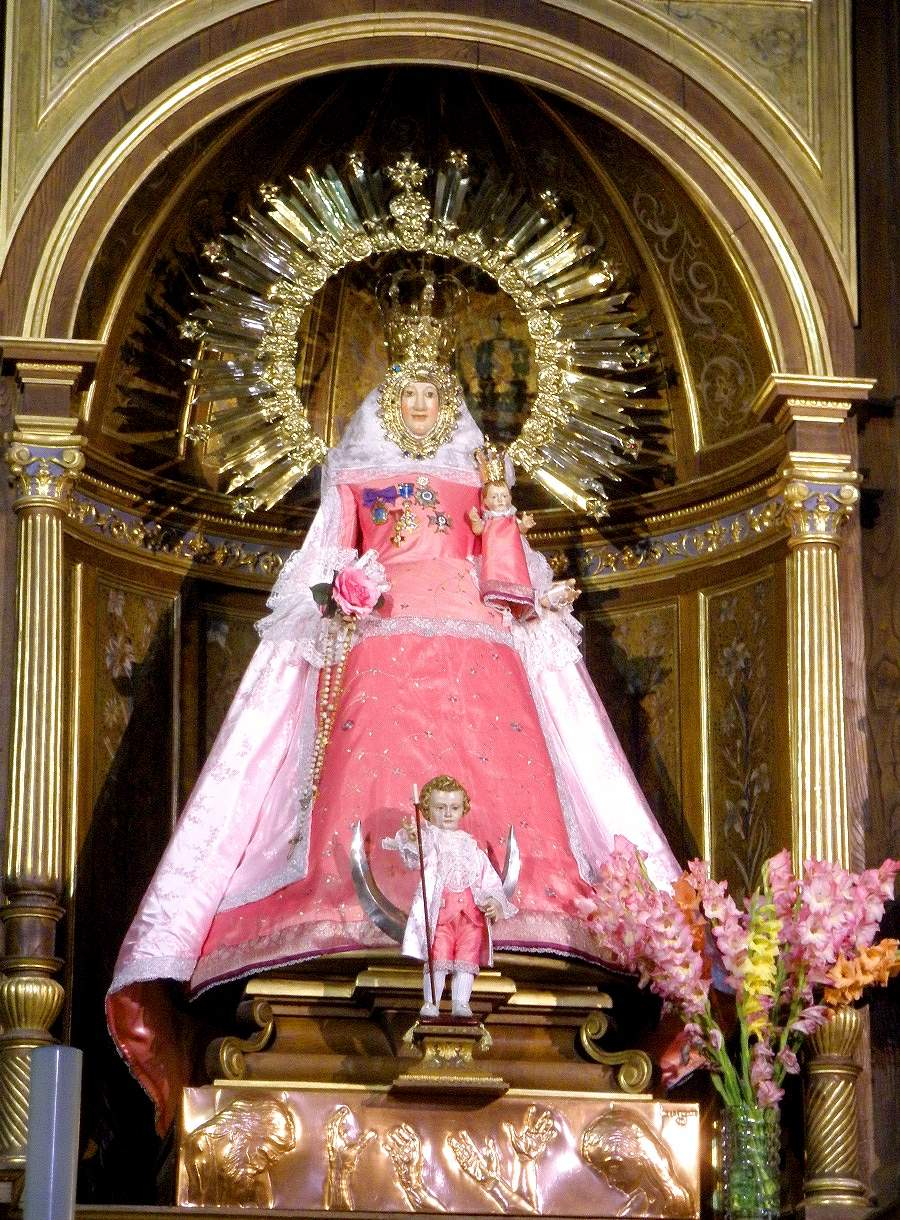
La Virgen de las Viñas, con El Mediquín a sus pies

Según la tradición, en el siglo XII se encontró en el monte Costaján una imagen de la Virgen, que había sido escondida por cristianos huidos de las tierras de Lara para protegerla de la invasión sarracena.
La leyenda asegura que años después la Virgen se apareció a un labrador para decirle dónde habían escondido la imagen y dónde quería que se construyese la ermita. Como en Aranda no se creían lo que contaba este labriego, la Virgen le proporcionó un racimo en época en que todavía no habían madurado las uvas. 
En el lugar en el que se halló la imagen se levantó una ermita y posteriormente, en 1385, se construyó un nuevo edificio por orden de Juan I de Castilla.
A los pies de la imagen de la Virgen se añadió en algún momento la figura de un niño, conocido a nivel popular como "El Mediquín". La tradición oral asegura que con motivo de una peste que asoló la localidad, un sacerdote decidió solicitar ayuda a la Virgen de las Viñas y que, al poco, apareció un joven de corta edad dispuesto a ayudarle. El caso es que según el cura y el niño iban visitando a los enfermos, éstos comenzaban a recuperarse y, una vez vencida la enfermedad, "El Mediquín" desapareció de la ciudad (lo que fue interpretado como que la Virgen de las Viñas había enviado un ángel para ayudar a los arandinos).
En el transcurso de la Guerra de la Independencia, los arandinos tuvieron que proteger a la imagen de la Virgen de las Viñas de las tropas francesas.
Durante la Guerra Civil, las tropas italianas que combatían en el bando nacional utilizaron la ermita como cuartel, almacén y polvorín. Mientras duró la guerra y para evitar peligros, la imagen de la Virgen fue trasladada a la iglesia de Santa María. Tras la Guerra Civil, se acogieron a su patrocinio los habitantes de Tomelloso (Ciudad Real), como consecuencia de una misión popular que impartió un claretiano que procedía de Aranda de Duero.
En 1964, el santuario sufrió un importante incendio y, a raíz del mismo, se llevaron a cabo diversas labores de rehabilitación.
La imagen de la Virgen de las Viñas fue restaurada por Luis Cristóbal en 2011.
Personajes que han visitado el santuario:
- Juan I de Castilla.
- Juan II de Castilla.
- Isabel I de Castilla y Fernando II de Aragón. Isabel la Católica mostró predilección tanto por esta ermita como por el cercano santuario de San Pedro Regalado, en La Aguilera.
- Carlos I.
- Felipe II.
- Felipe III y su esposa, Margarita de Austria, que protegieron al santuario por la curación del futuro Felipe IV siendo niño.[11]
- Felipe IV.

En el siglo XXI, el santuario de la Virgen de las Viñas ha recibido la visita de diferentes personalidades:
- El obispo Raúl Berzosa, natural de Aranda de Duero.[12]
- Fidel Herráez, arzobispo de Burgos desde 2015.[13]

## Ermita actual
En el siglo XVI se lleva a cabo el ábside, bajo patrocinio del obispo de Osma don Pedro Álvarez de Acosta.
La nave de la actual ermita es del siglo XVII y tiene planta rectangular con bóveda de cañón y arcos de medio punto. 
En el siglo XVIII se transformó el ventanal del ábside en camarín de la Virgen y se levantó una construcción anexa, dotada de cripta en el siglo XX. 
La ermita cuenta con un mirador sobre el atrio, dos torreones laterales, un patio porticado y espadaña; también tiene un pequeño museo.
En la planta baja de uno de los torreones se encuentra la capilla del Cristo de San Lorenzo, talla gótica procedente de la desaparecida ermita de San Lorenzo.

## Culto
- Festivos: misa a las 10:00 horas. Se puede visitar la cripta después de la ceremonia religiosa.

Durante las fiestas patronales:
- Sábado siguiente al 8 de septiembre (Natividad de la Virgen): Ofrenda floral a una imagen de la Virgen de las Viñas en la explanada de la ermita.[15]
- Domingo siguiente al 8 de septiembre: Misa en la ermita y procesión con la imagen original de la Virgen de las Viñas alrededor del templo.

## Galería

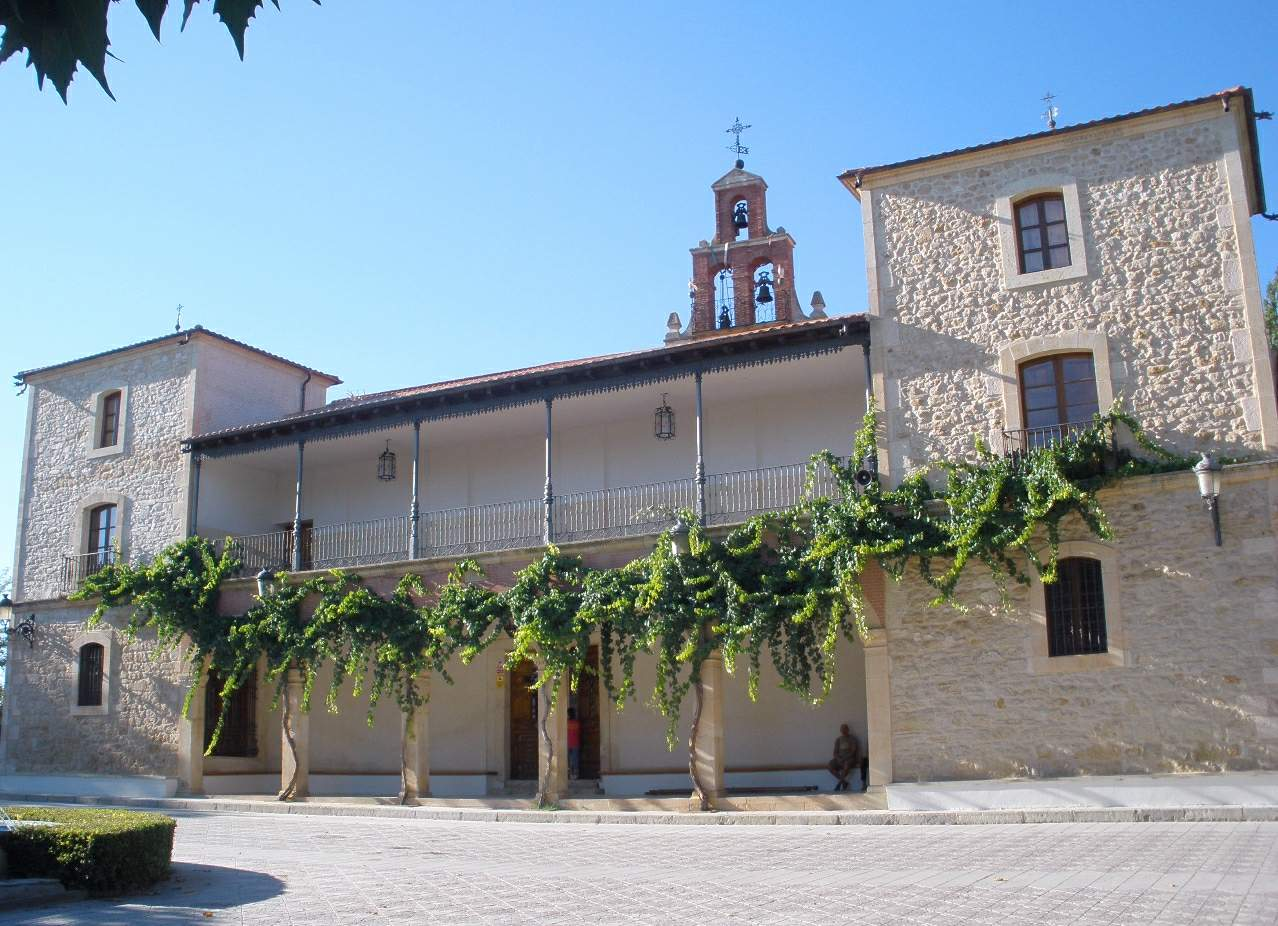
Exterior
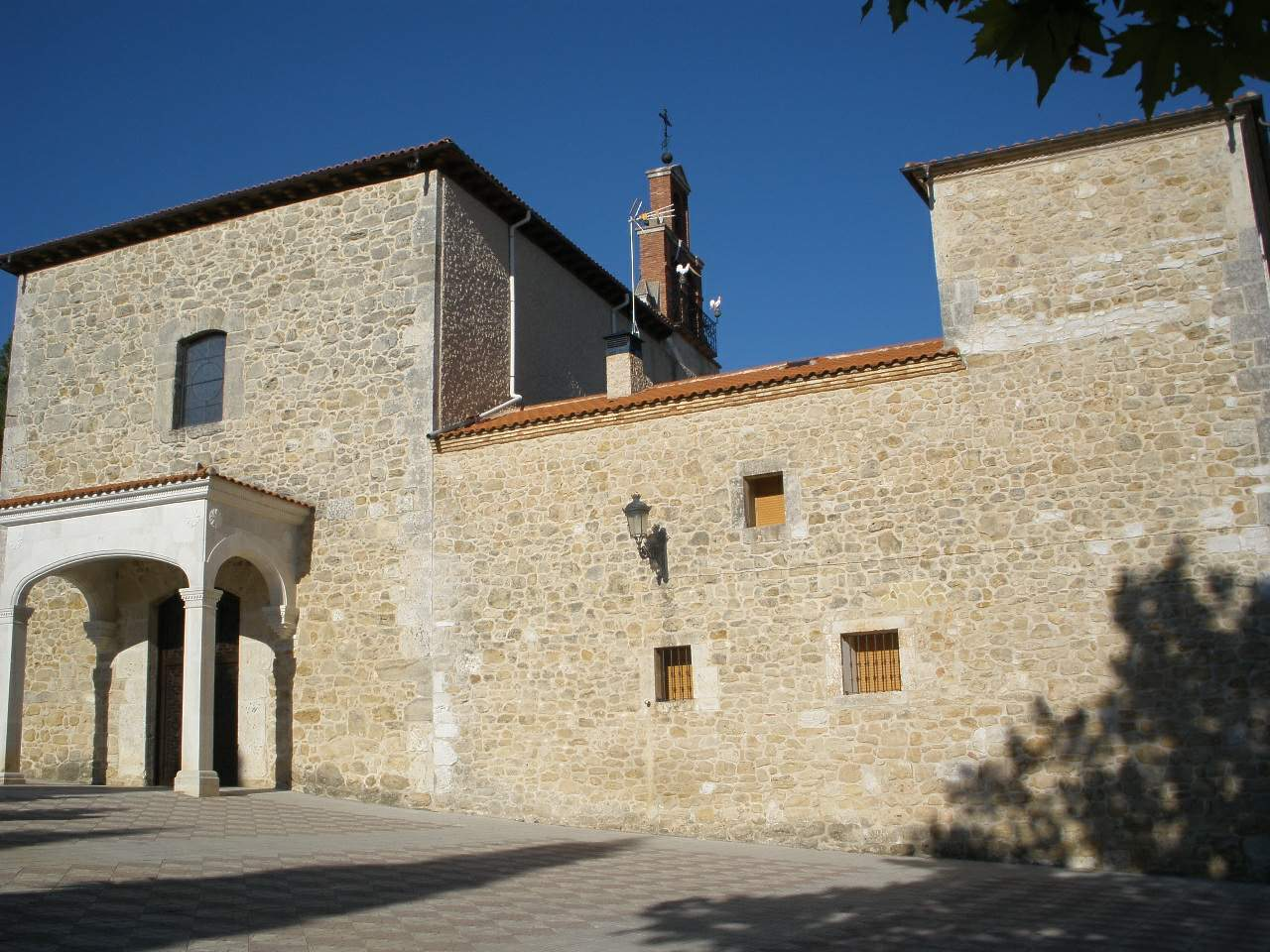
Exterior
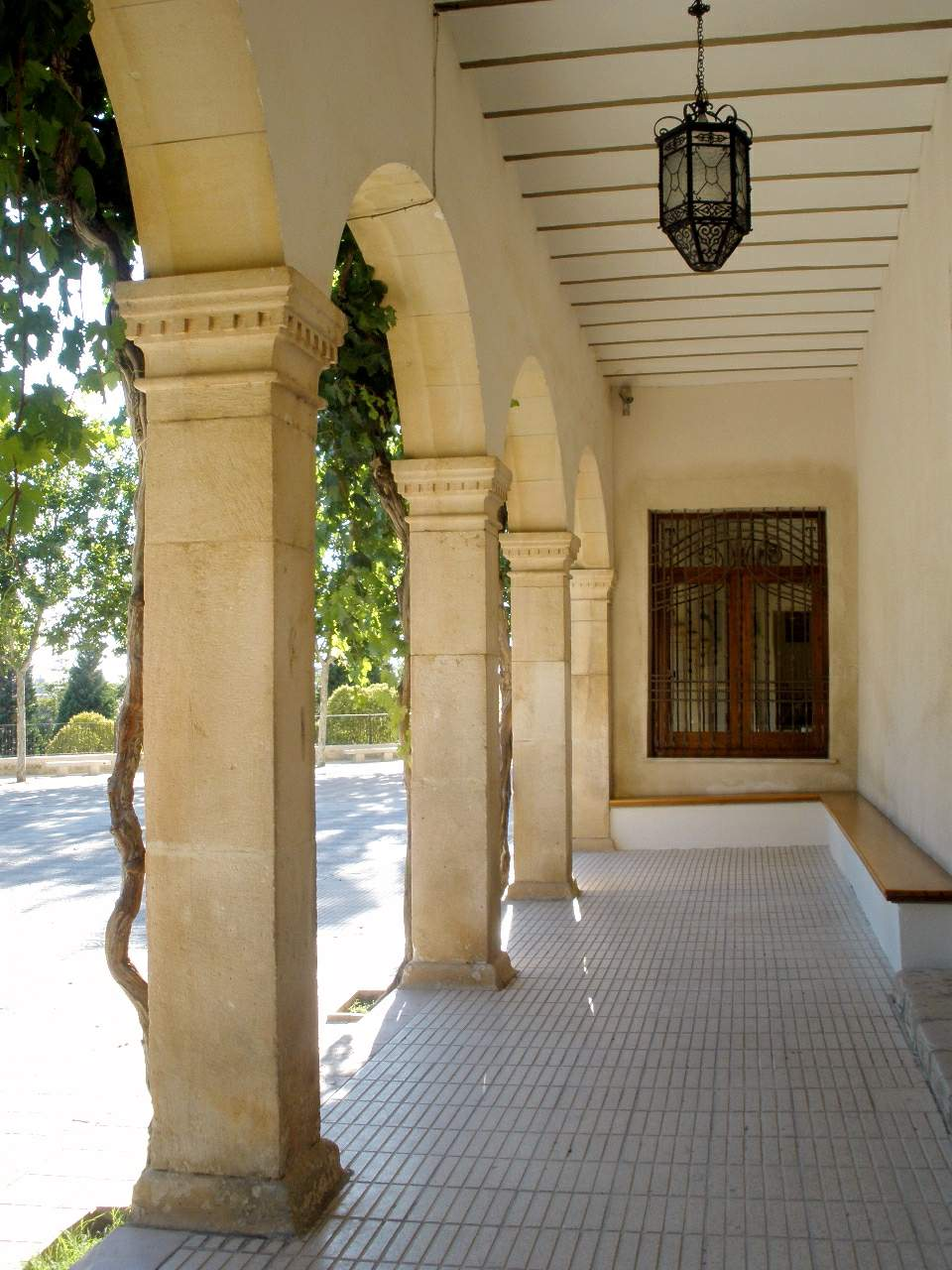
Atrio
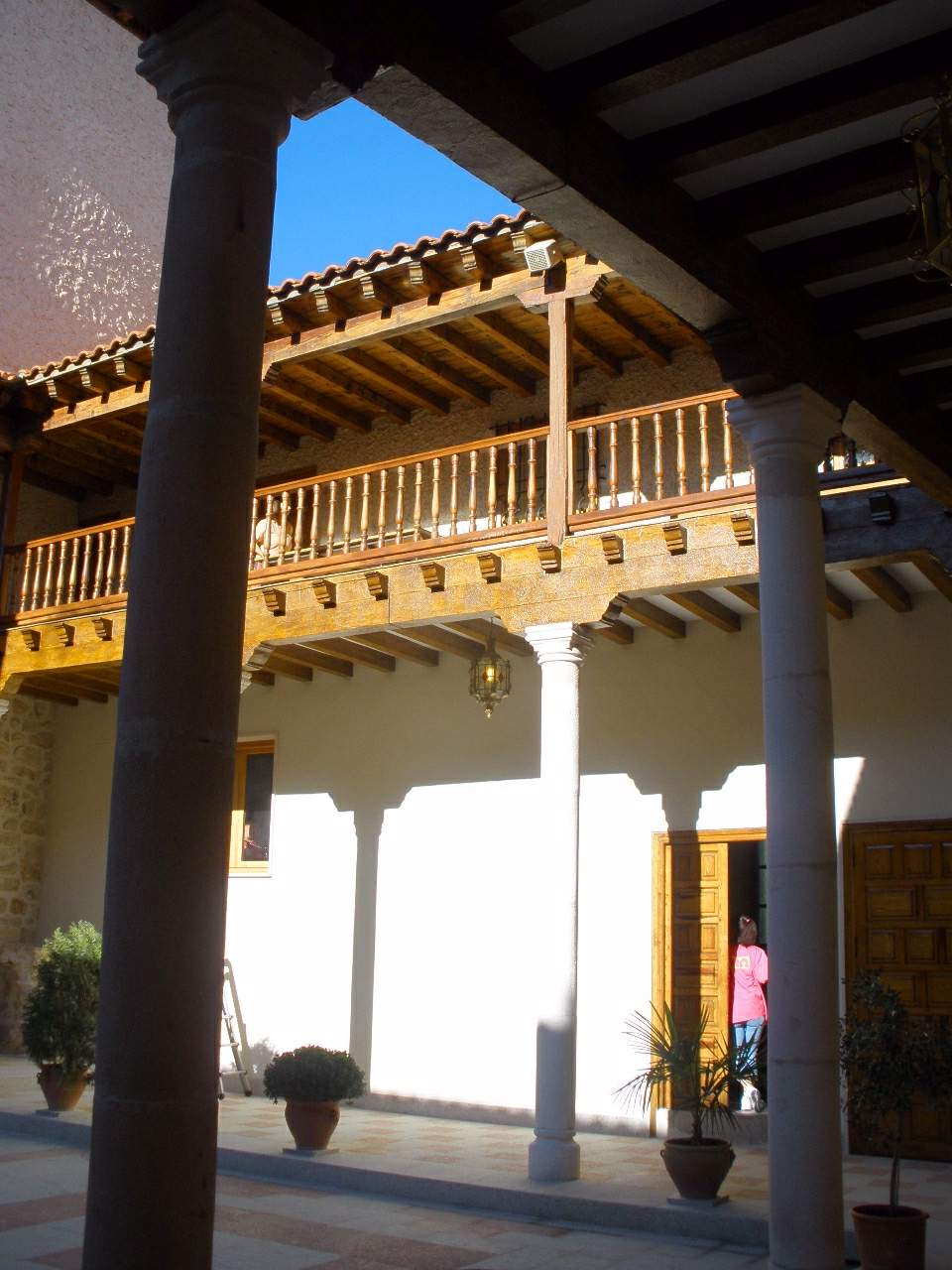
Patio porticado
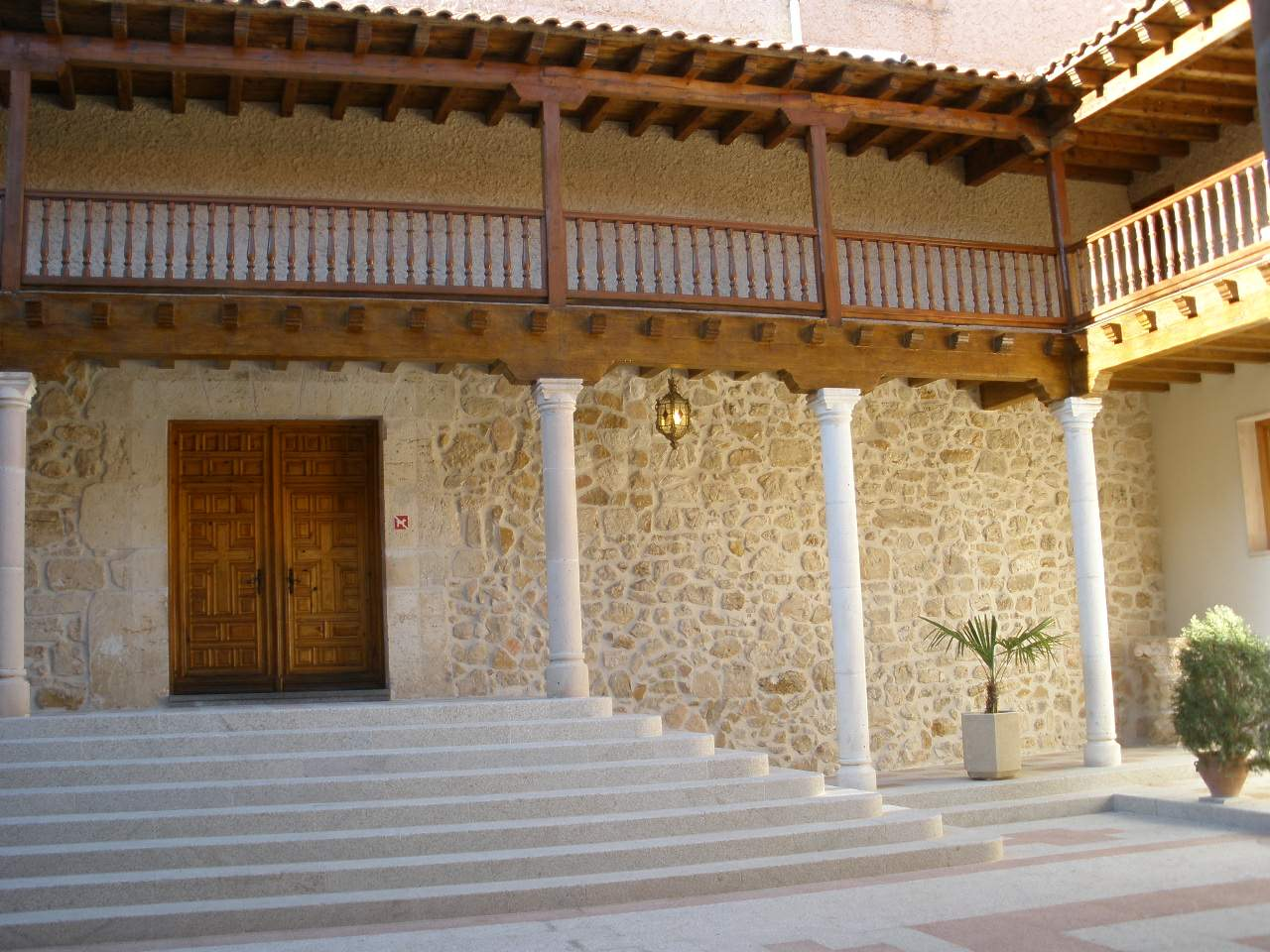
Entrada a la ermita desde el patio
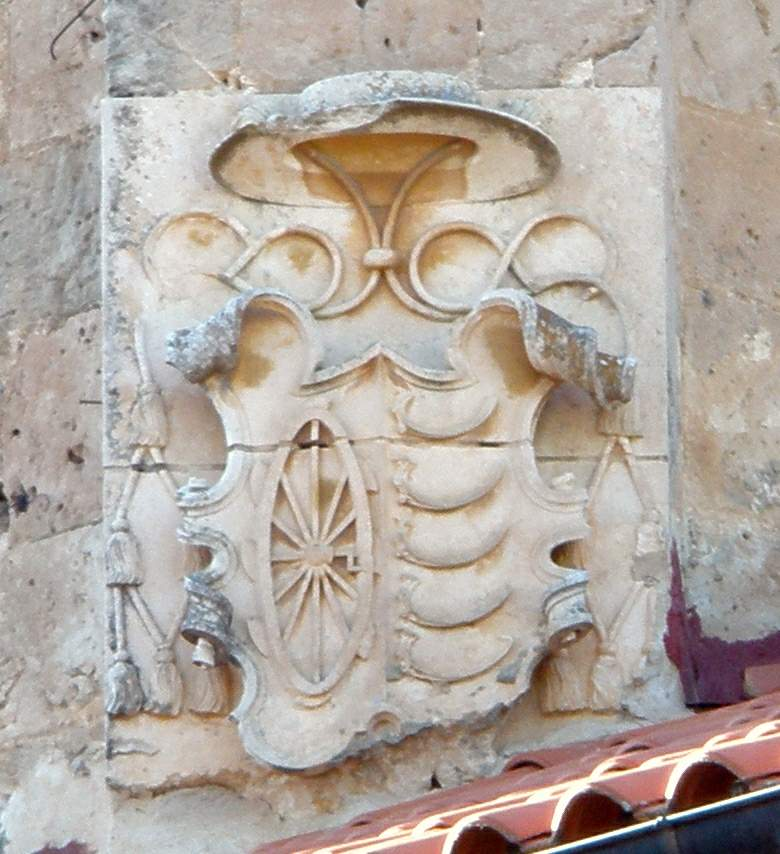
Escudo de don Pedro Álvarez de Acosta
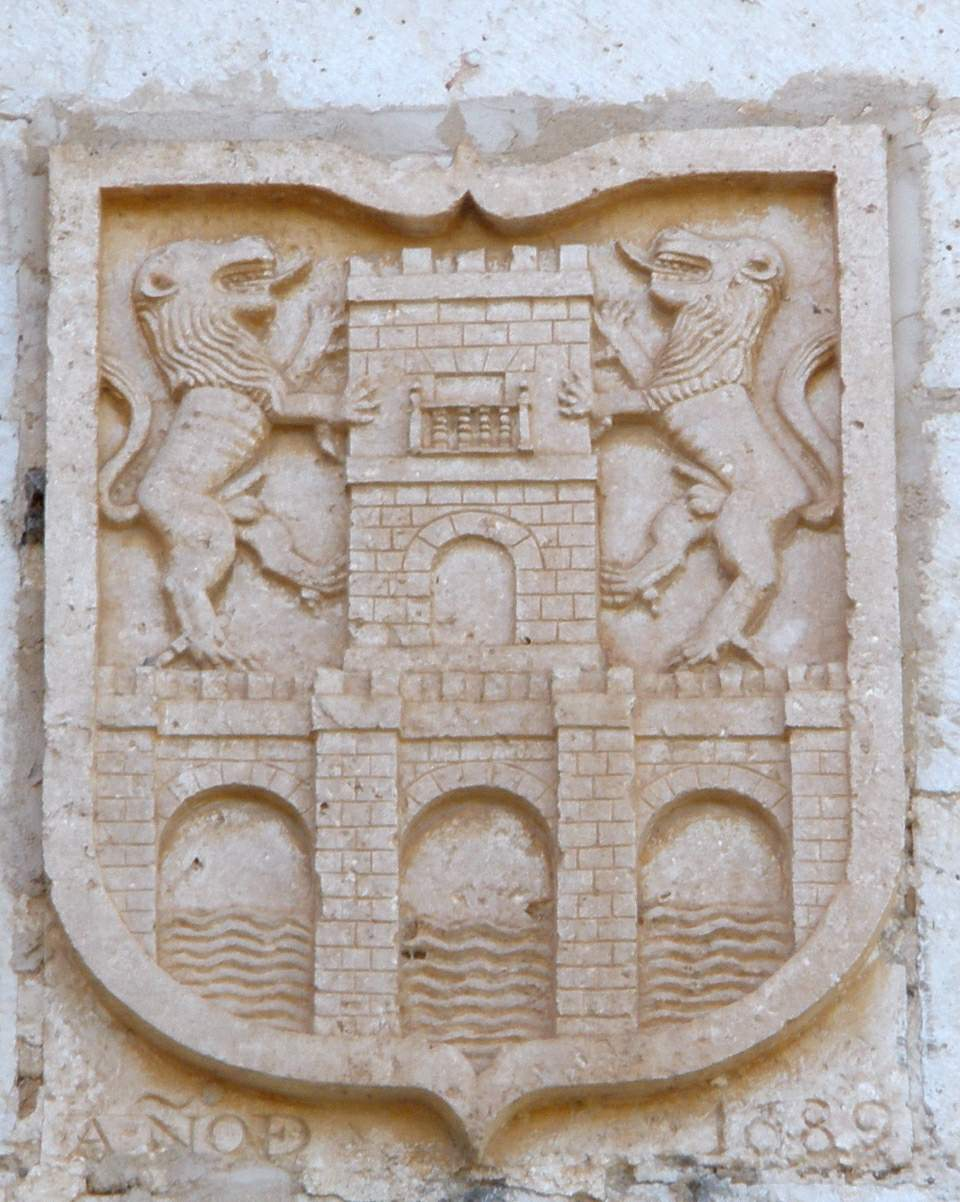
Escudo de Aranda de Duero
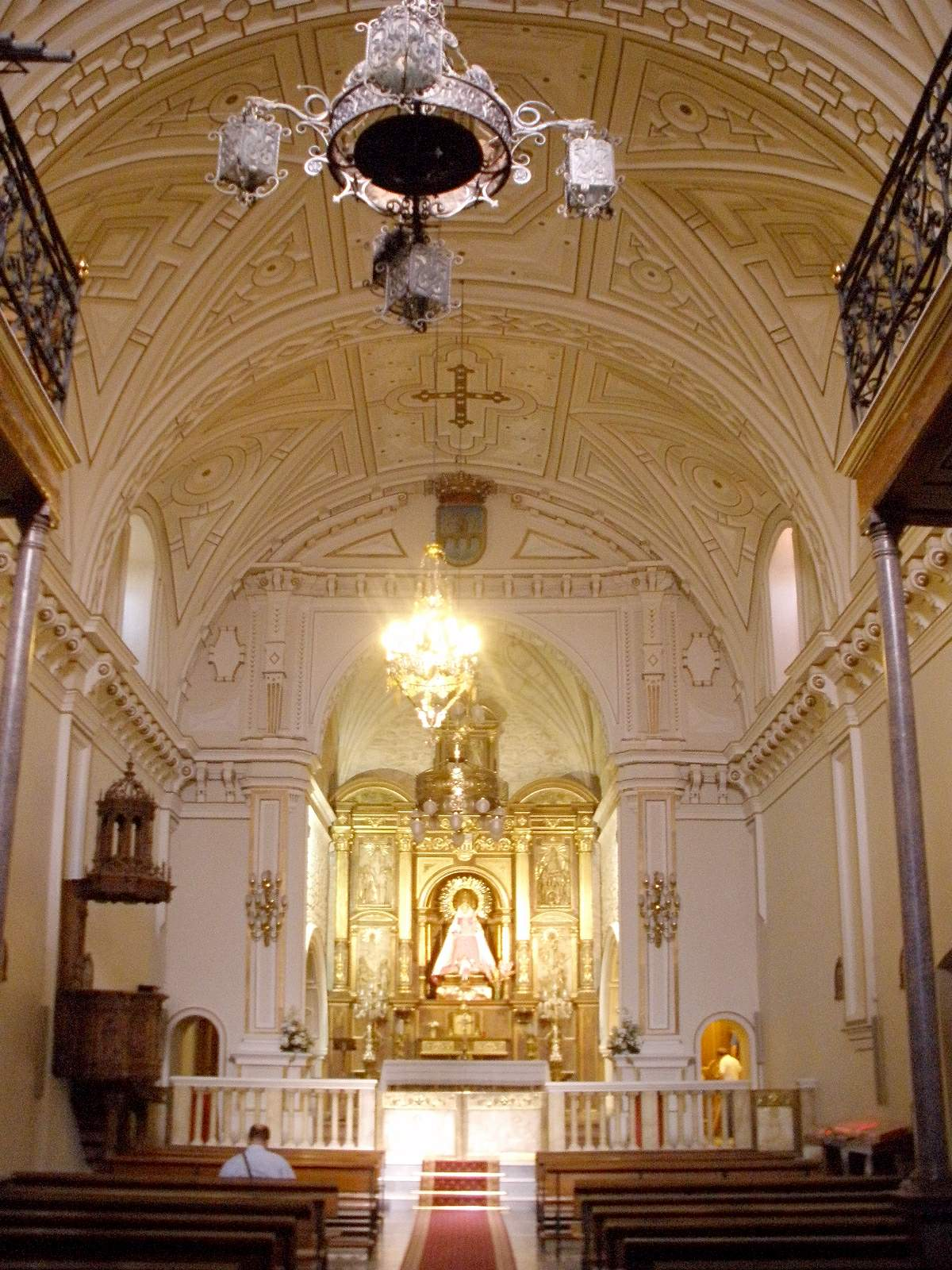
Nave interior
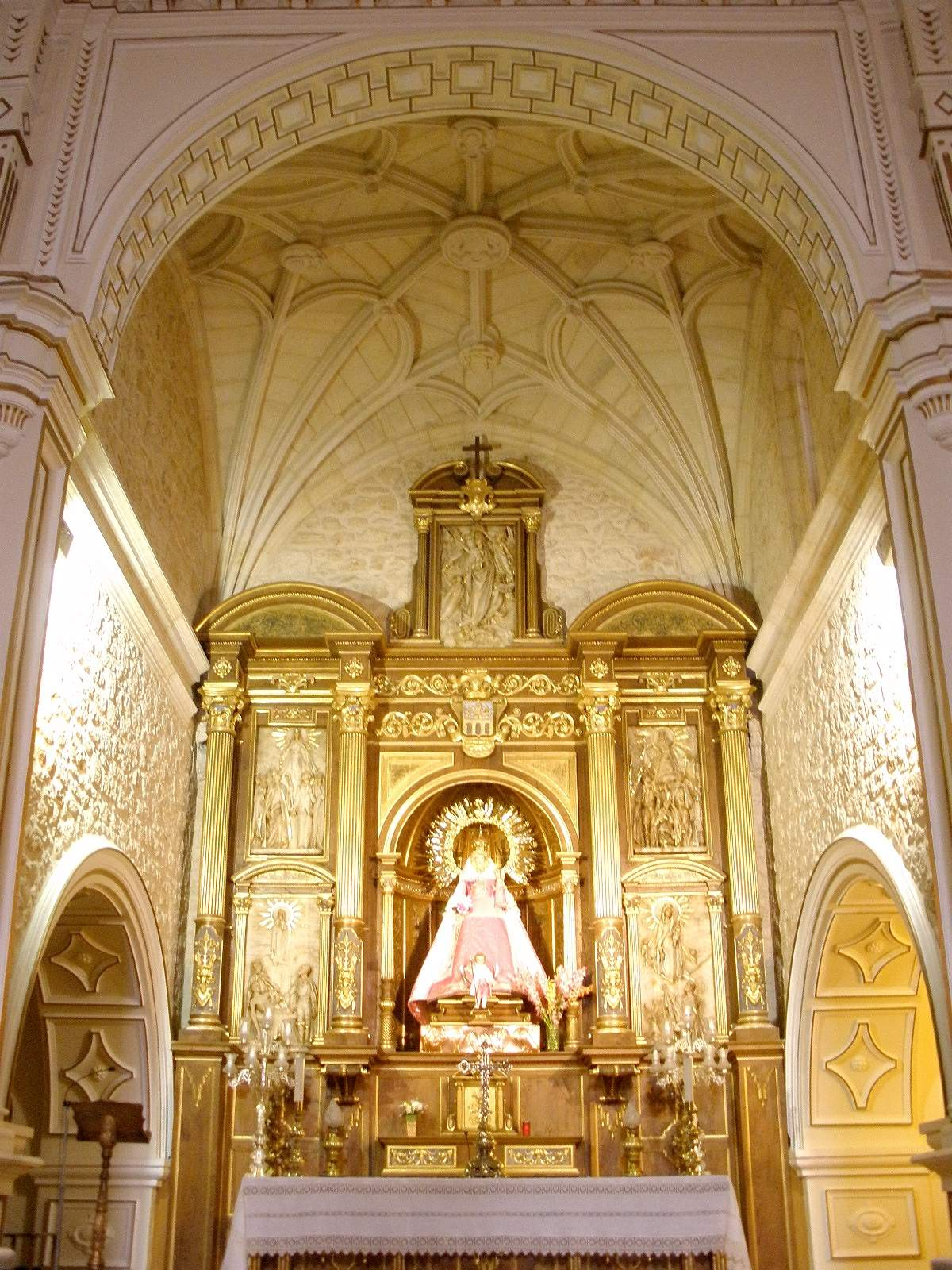
Interior
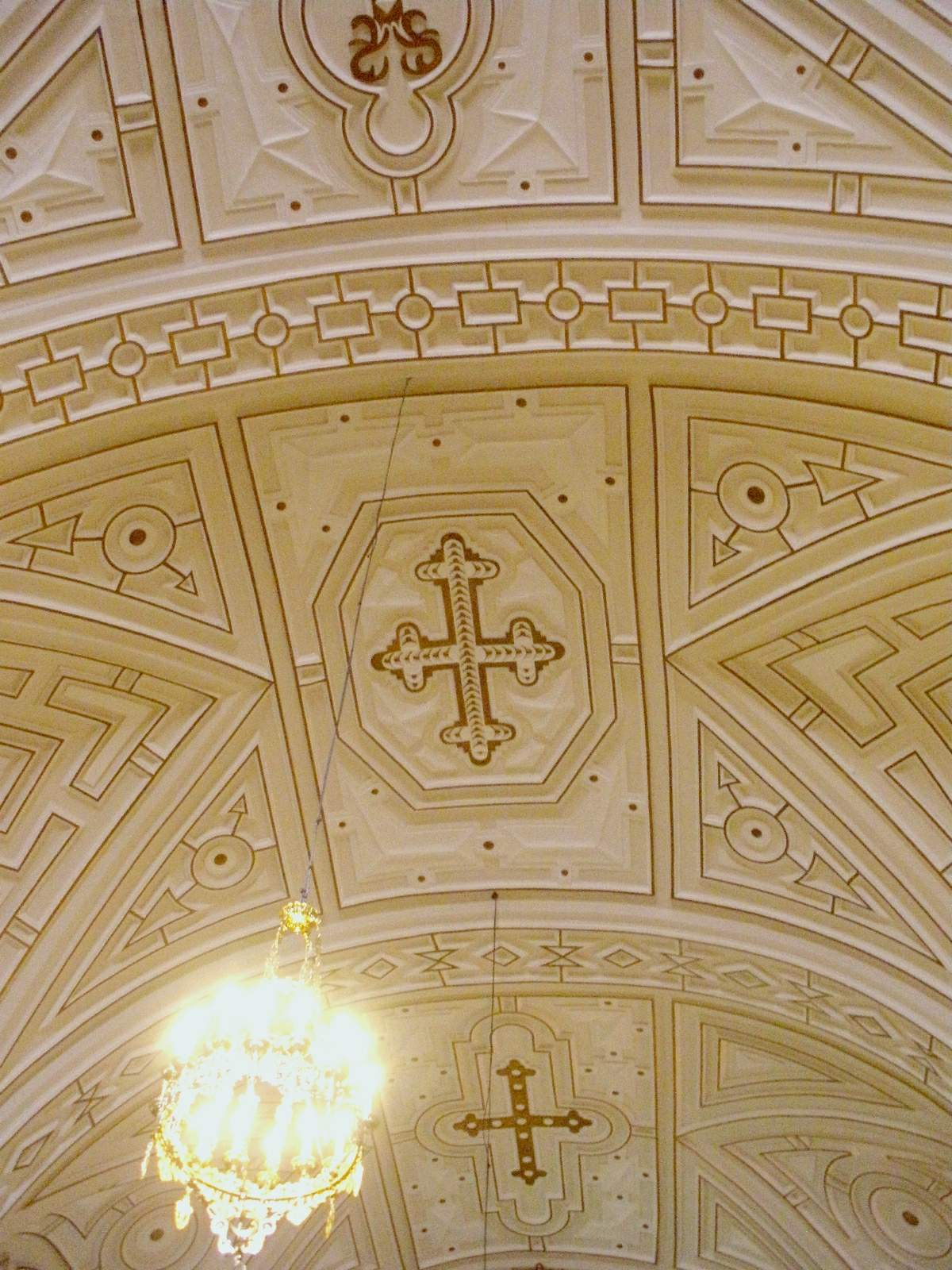
Bóveda
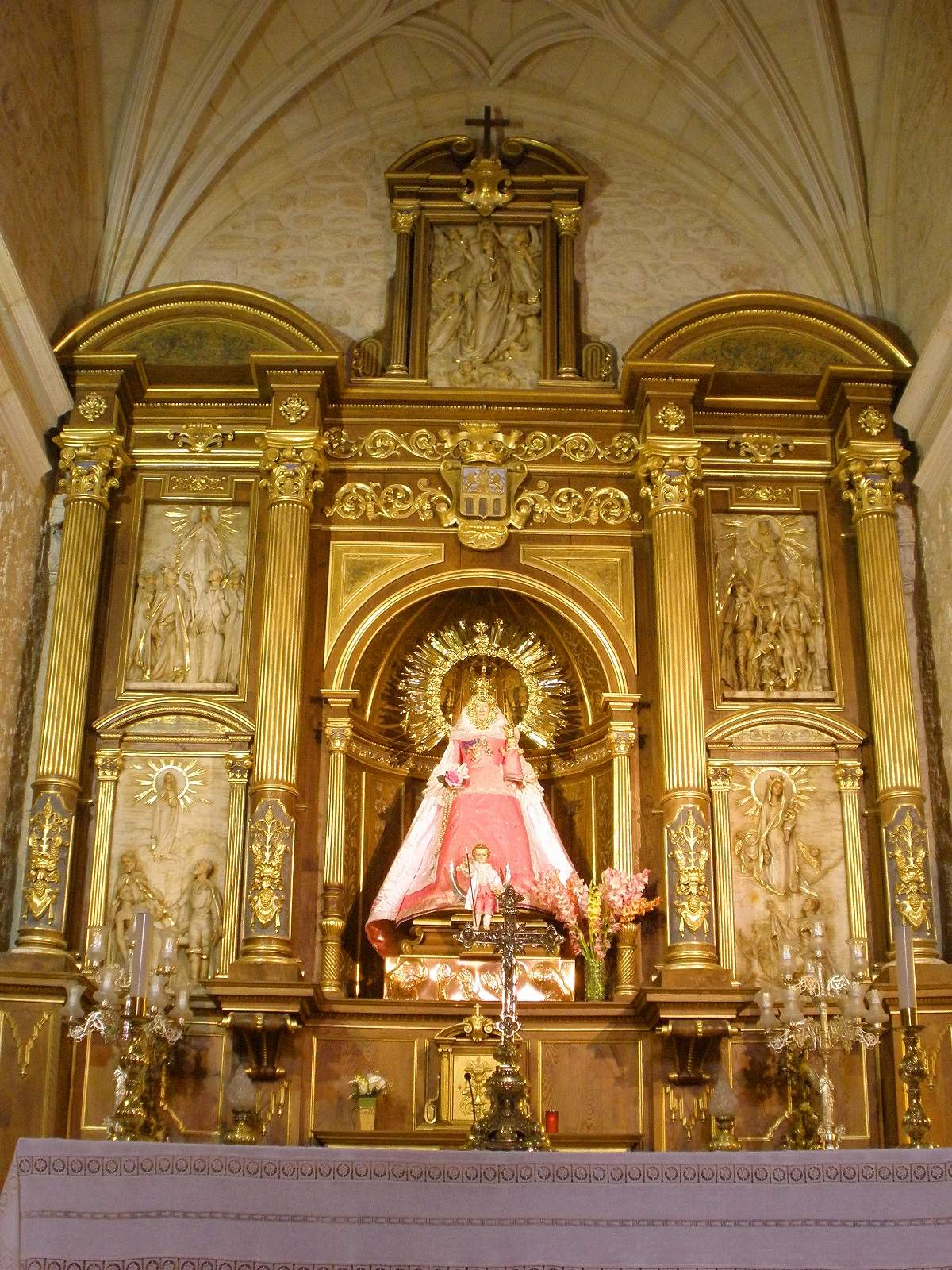
Retablo
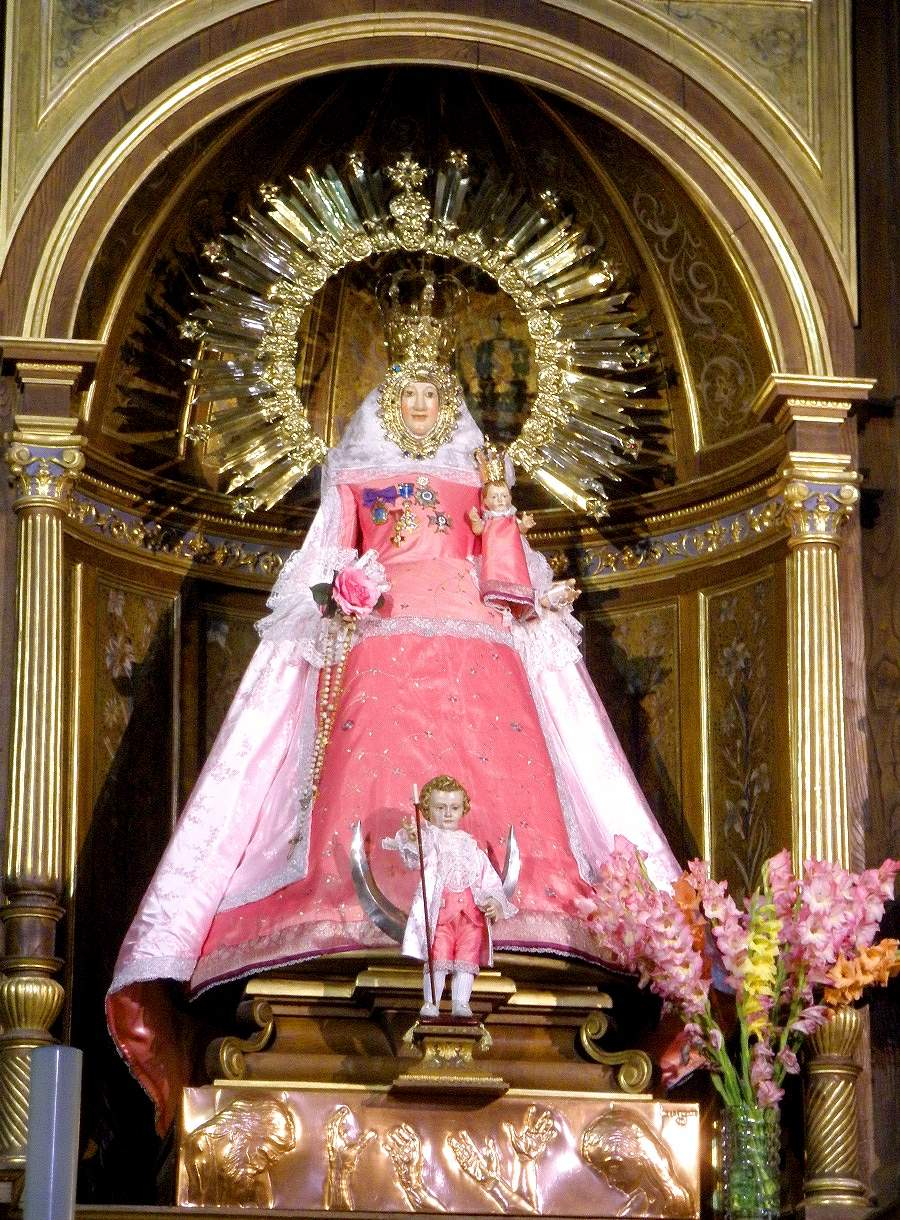
Virgen de las Viñas
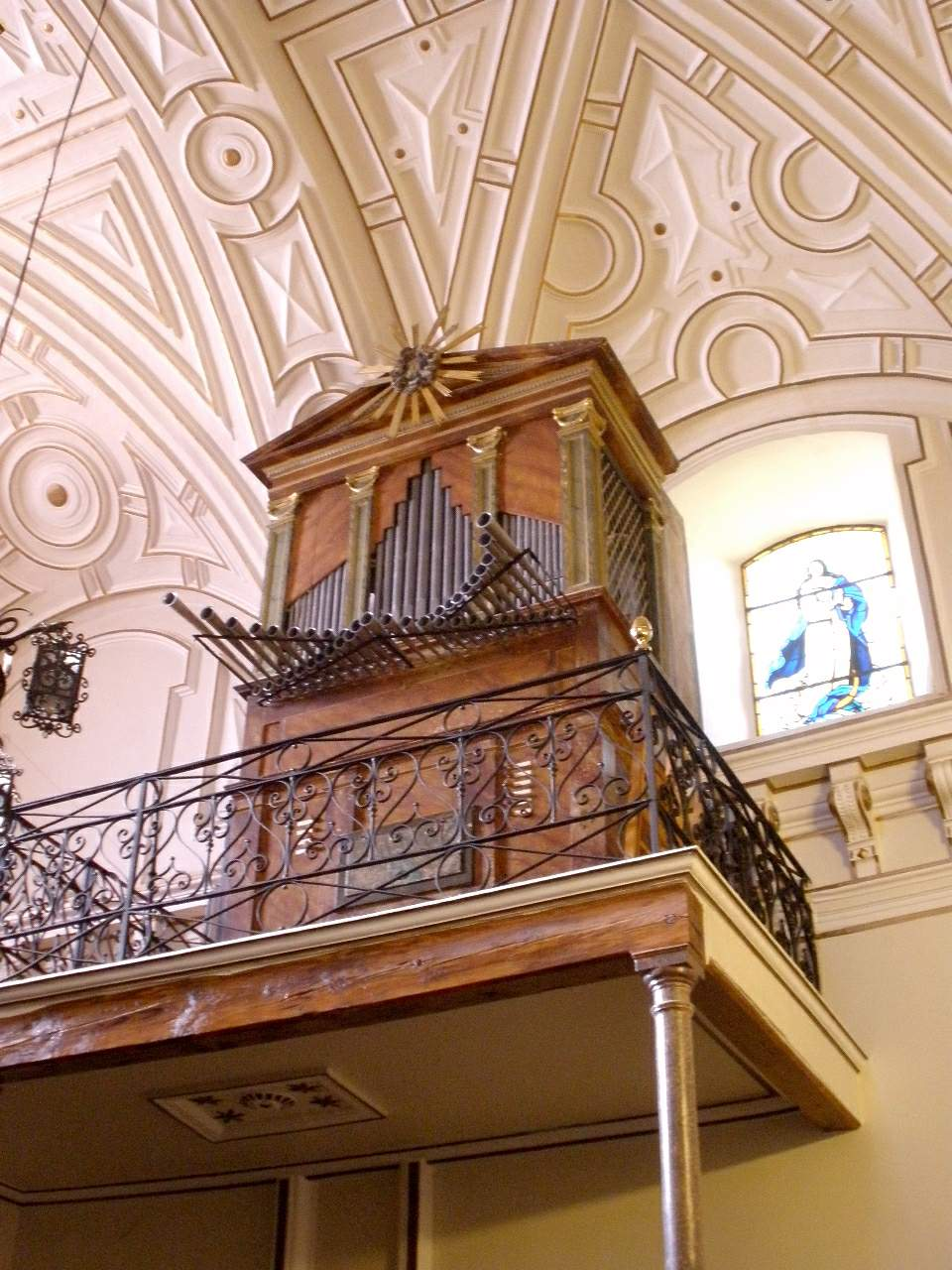
Órgano
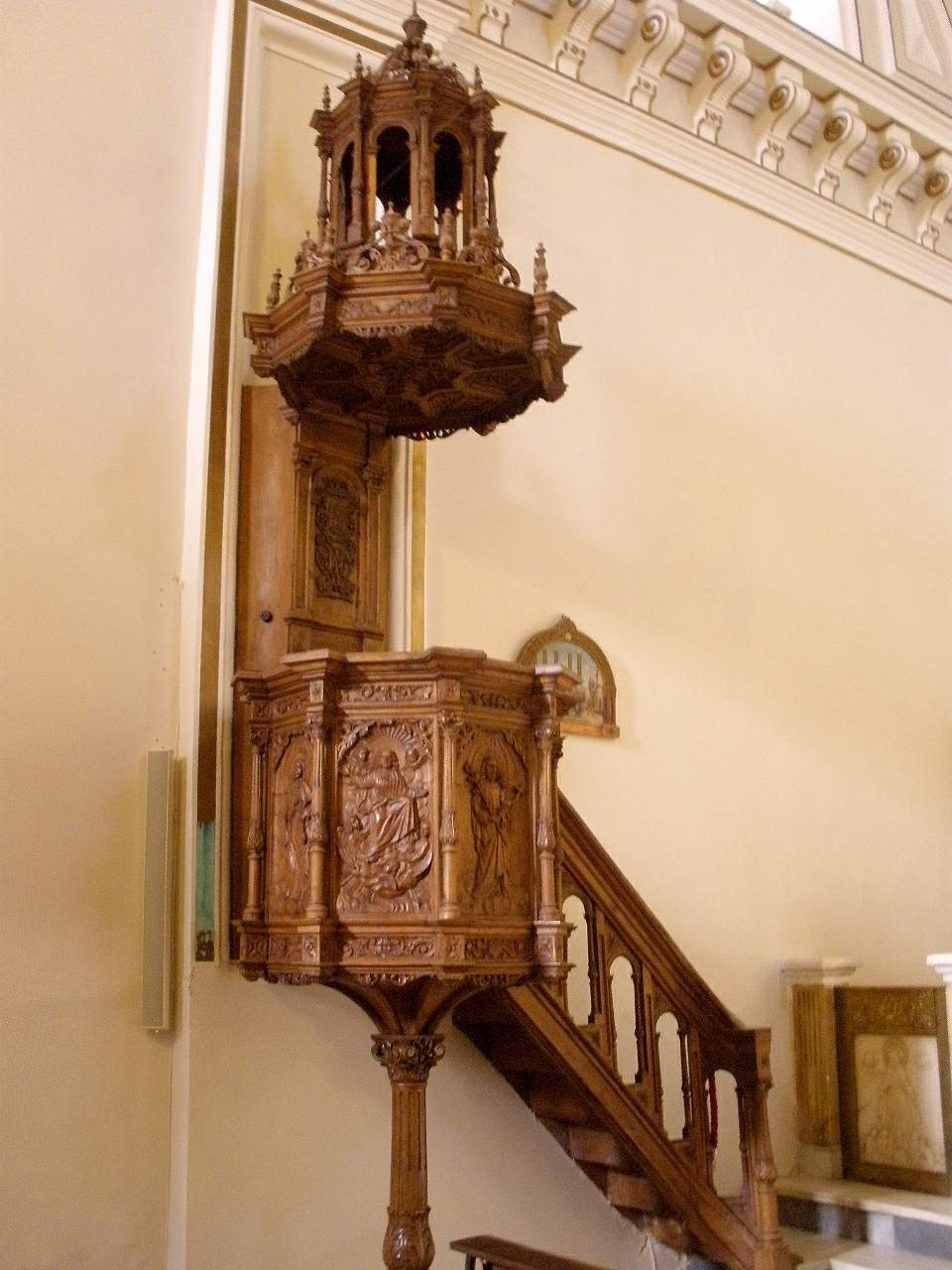
Púlpito
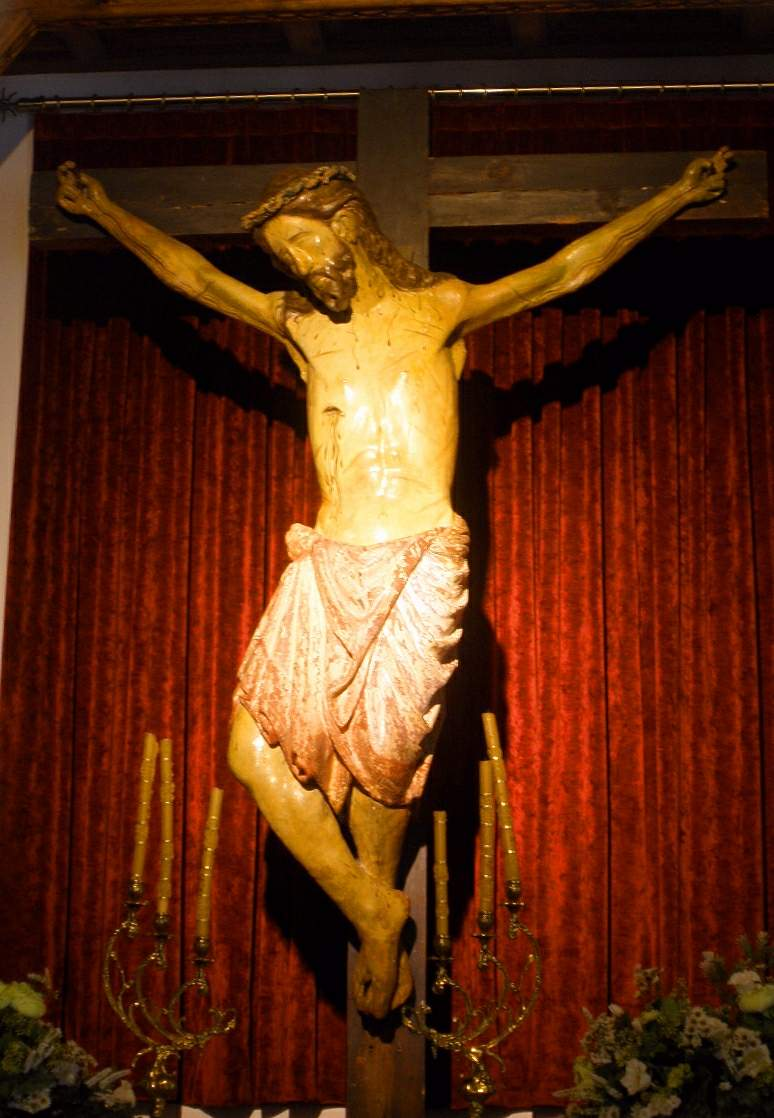
Cristo de San Lorenzo